# Baba Marta
Baba Marta (bolgárul: Баба Марта, "Március Nagymama") egy olyan mitológiai alak neve, aki a hideg tél végét és a tavasz kezdetét hozza magával. Ugyanezen a néven ünnepét Bulgáriában március 1-én ünneplik, mikor martenicát hordanak, s egymással ezt cserélgetik.
Baba Martát olyan idős hölgynek tekintik, kinek nagyon szélsőséges modora van. Ez a márciusi időjárással függ össze, mely Bulgáriában nagyon változatos. A meleg és napsütéses időjárás azt jelzi, hogy Baba Marta boldog, míg ha mérges, akkor visszatérnek a téli fagyok. A legtöbb, ehhez a naphoz kapcsolódó szokás azt szeretné elérni, hogy minél boldogabb legyen, és minél hamarabb elhozza a tavaszt.

## Lásd még
- martenica
- Baba Marta napja
- Pizso és Penda